# Bogusław Liberadzki
Boguslaw Marian Liberadzki, né le 12 septembre 1948 à Sochaczew, est un homme politique polonais, membre de l'Alliance de la gauche démocratique.
Il est élu député européen le 13 juin 2004, réélu le 7 juin 2009 et le 25 mai 2014 et questeur du Parlement européen le 2 juillet 2014 et vice-président du Parlement européen à partir de 2017. À ce dernier titre, il est membre du Bureau du Parlement européen.